# Sézanne
Pour les articles ayant des titres homophones, voir Cézanne et Sézane.
Pour le peintre, voir Langlois de Sézanne.
Sézanne est une commune française, située dans le département de la Marne en région Grand Est.
Ses habitants sont appelés les Sézannais.

## Géographie

### Description
Sézanne est située à 44 km d'Épernay, son chef-lieu d'arrondissement ; à 60 km de Châlons-en-Champagne, 62 km de Troyes, et 117 km de Paris (par la N4 qui passe au nord de la ville).

### Communes limitrophes
|              | Lachy   | Broyes, Péas           |
| Mœurs-Verdey | Sézanne | Saint-Remy-sous-Broyes |
|              | Vindey  | Chichey                |

### Hydrographie

#### Réseau hydrographique
La commune est dans la région hydrographique « la Seine de sa source au confluent de l'Oise (exclu) » au sein du bassin Seine-Normandie. Elle est drainée par le Grand Morin, les Auges, le cours d'eau 01 de la commune de Sézanne, le Fossé 01 de l'Étang Verdey et divers bras du Grand Morin,.
Le Grand Morin, d'une longueur de 118 km, prend sa source dans la commune de La Villeneuve-lès-Charleville et se jette  dans la Marne à Condé-Sainte-Libiaire, après avoir traversé 37 communes. 
Les Auges, d'une longueur de 18 km, prend sa source dans la commune  et se jette  dans la Superbe à Pleurs, après avoir traversé cinq communes. Il s'agit d'une dérivation du Grand Morin, créée par des moines pour alimenter la ville de Sézanne. Ce cours d'eau tient son nom d'auges en bois qui furent les premières canalisations

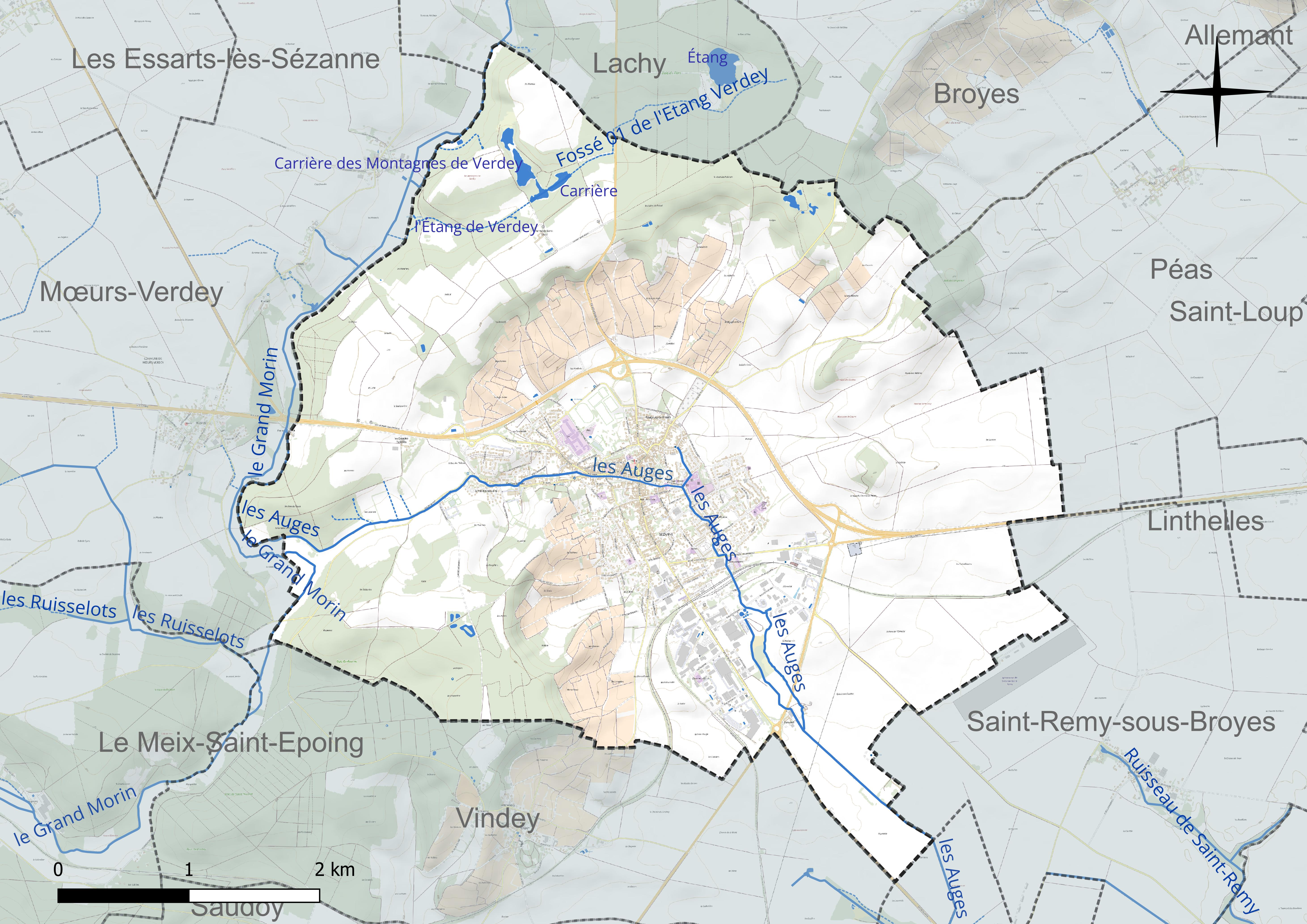
Réseau hydrographique de Sézanne.

Trois plans d'eau complètent le réseau hydrographique : Carrière (1,8 ha), la carrière des Montagnes de Verdey (2,3 ha) et l'étang de Verdey,.

#### Gestion et qualité des eaux
Le territoire communal est couvert par le schéma d'aménagement et de gestion des eaux (SAGE) « Petit et Grand Morin ». Ce document de planification concerne le territoire des bassins versants du Petit Morin (630 km2) et du Grand Morin (1 185 km2) et se répartit sur trois départements (la Marne, l'Aisne et la Seine-et-Marne). Il a été approuvé le 21 octobre 2016. La structure porteuse de l'élaboration et de la mise en œuvre est le Syndicat mixte d'aménagement et de gestion des eaux (SMAGE) - EPAGE. 
La qualité des cours d’eau peut être consultée sur un site dédié géré par les agences de l’eau et l’Agence française pour la biodiversité. 

### Climat
Pour des articles plus généraux, voir Climat du Grand Est et Climat de la Marne.
En 2010, le climat de la commune est de type climat océanique dégradé des plaines du Centre et du Nord, selon une étude du Centre national de la recherche scientifique s'appuyant sur une série de données couvrant la période 1971-2000. En 2020, Météo-France publie une typologie des climats de la France métropolitaine dans laquelle la commune est exposée à un climat océanique altéré et est dans la région climatique  Nord-est du bassin Parisien, caractérisée par un ensoleillement médiocre, une pluviométrie moyenne régulièrement répartie au cours de l’année et un hiver froid (3 °C). 
Pour la période 1971-2000, la température annuelle moyenne est de 10,8 °C, avec une amplitude thermique annuelle de 15,7 °C. Le cumul annuel moyen de précipitations est de 708 mm, avec 12,3 jours de précipitations en janvier et 7,8 jours en juillet. Pour la période 1991-2020, la température moyenne annuelle observée sur la station météorologique de Météo-France la plus proche, « Esternay-Man », sur la commune d'Esternay à 12 km à vol d'oiseau, est de 10,9 °C et le cumul annuel moyen de précipitations est de 780,5 mm. 
La température maximale relevée sur cette station est de 42,5 °C, atteinte le 25 juillet 2019 ; la température minimale est de −25 °C, atteinte le 14 février 1956,,. 
Les paramètres climatiques de la commune ont été estimés pour le milieu du siècle (2041-2070) selon différents scénarios d'émission de gaz à effet de serre à partir des nouvelles projections climatiques de référence DRIAS-2020. Ils sont consultables sur un site dédié publié par Météo-France en novembre 2022.

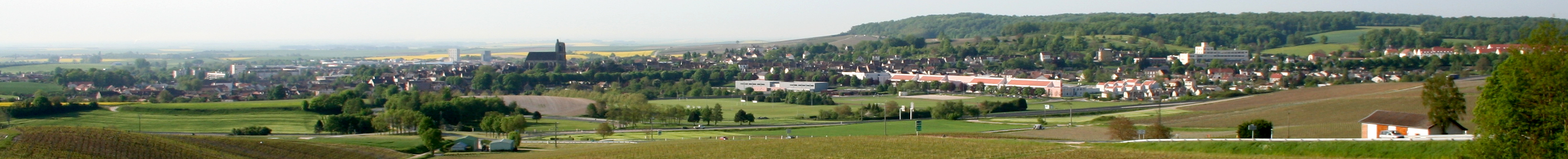
Vue générale de Sézanne, prise du nord.

## Urbanisme

### Typologie
Au 1er janvier 2024, Sézanne est catégorisée bourg rural, selon la nouvelle grille communale de densité à sept niveaux définie par l'Insee en 2022.
Elle appartient à l'unité urbaine de Sézanne, une unité urbaine monocommunale constituant une ville isolée,. Par ailleurs la commune fait partie de l'aire d'attraction de Sézanne, dont elle est la commune-centre,. Cette aire, qui regroupe 37 communes, est catégorisée dans les aires de moins de 50 000 habitants,.

### Occupation des sols
L'occupation des sols de la commune, telle qu'elle ressort de la base de données européenne d’occupation biophysique des sols Corine Land Cover (CLC), est marquée par l'importance des territoires agricoles (64,1 % en 2018), en diminution par rapport à 1990 (66,4 %). La répartition détaillée en 2018 est la suivante : terres arables (46,1 %), forêts (21,3 %), cultures permanentes (10,5 %), zones urbanisées (8,8 %), zones industrielles ou commerciales et réseaux de communication (5,8 %), prairies (5,6 %), zones agricoles hétérogènes (1,9 %). L'évolution de l’occupation des sols de la commune et de ses infrastructures peut être observée sur les différentes représentations cartographiques du territoire : la carte de Cassini (XVIIIe siècle), la carte d'état-major (1820-1866) et les cartes ou photos aériennes de l'IGN pour la période actuelle (1950 à aujourd'hui).

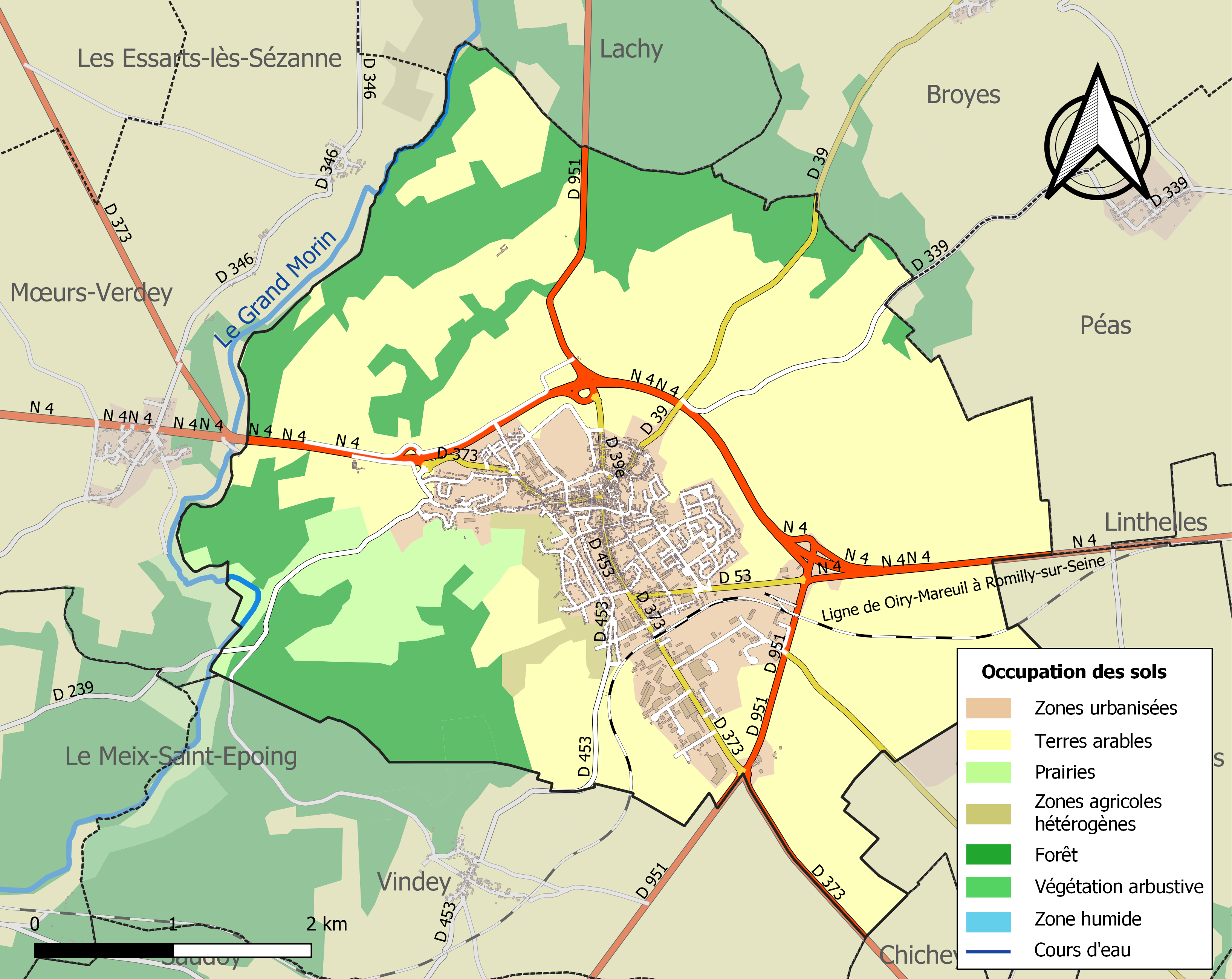
Carte des infrastructures et de l'occupation des sols de la commune en 2018 (CLC).

## Toponymie
Voici chronologiquement les différents toponymes trouvés dans des sources anciennes d'après le Dictionnaire topographique de la France mis en ligne par le Comité des travaux historiques et scientifiques :
- Sezana (937) ; Cesana (1079) ; Sezanna (1080) ; Sezania (1085) ; Sezennia (1119) ; Sesania (1137) ; Sezannia (1140) ; Sezeinnia (1189) ; Sazannia (1199) ; Sezenne (vers 1222) ; Cesannia (1233) ; Sesannia (1235) ; Suzennia (1245) ; Sesanne (1259) ; Sezane (1268) ; Sezannya (1269) ; Sedanne (1274) ; Sezenna (1283) ; Sedanes en Brye (1489) ; Sedanne (1517) ; Sedaine (1522) ; Sezanne-en-Brie ; Sezannes (1553) ; Sedane (1574) ; Cezanne (1648) ; Sesanne-en-Brie (1732).

Albert Dauzat et Charles Rostaing notent l'existence de Sezana en 937, provenant probablement nom d'homme latin Setius et du suffixe –ana.

Aristide Guilbert, dans son ouvrage Histoire des villes de France de 1845, commence son chapitre sur Sézanne de la sorte : « La ville de Sézanne, Sezania, Sezana, que plusieurs savants appellent aussi Sedane, Sedania ».

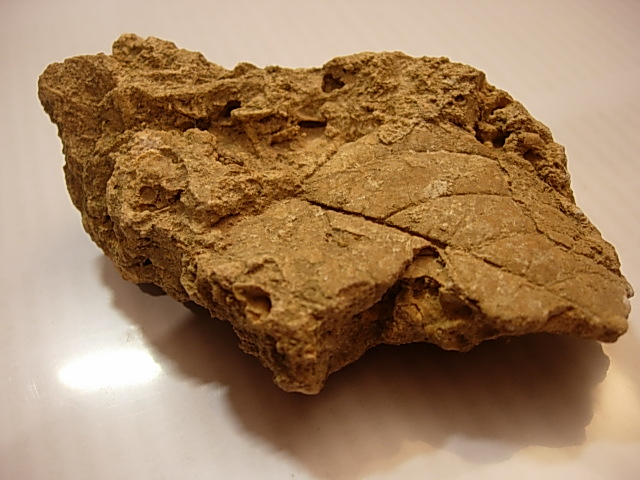
Feuille fossilisée de Vitis sezannensis.

## Géologie et paléontologie
Au XIXe siècle, dans les tufs de la commune, des fouilles ont mis au jour des restes fossilisés d’une flore fossile très riche (65 espèces) d’âge paléocène (et plus précisément Thanétien). Cette flore a été décrite par Gaston de Saporta. 
Parmi ces plantes fossiles, on note une vigne, appelée Vitis sezannensis. Certaines sources suggèrent que cette espèce subsisterait de nos jours dans le Sud-Est du continent américain, tout en se révélant inapte à la vinification, mais les données au sujet de sa présence en Amérique du Nord aujourd'hui sont fausses.
Dans le gisement tertiaire de Sézanne, on trouve aussi des crustacés fossiles.

## Histoire

### Antiquité
Il y a une villa romaine fouillée Aux Grands Moignants par Brisson qui a été occupée du IIe au IVe siècle. Une nécropole mérovingienne au Faubourg de Vindey.

### Moyen Âge

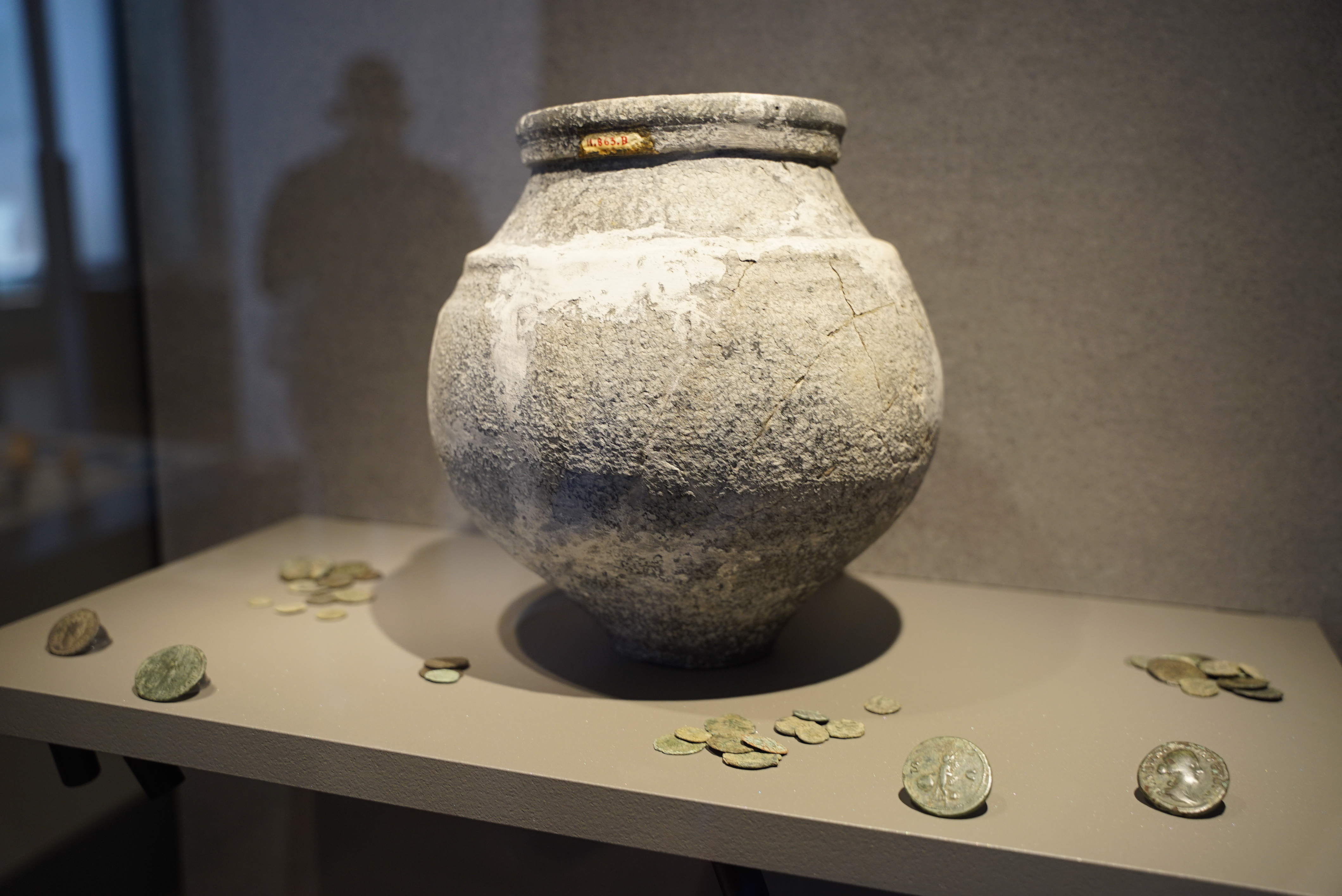
Domus au trésor monétaire du IIIe siècle, Les grands Moignants.

À la fin du XIe siècle, le comte de Blois Étienne-Henri prit le château de Sézanne, qui avait été construit par le seigneur de Broyes, Hugues Bardoul. Au XVIe siècle, Jacqueline d'Estouteville est mentionnée comme chastellaine de Sezanne en Brie (ADSM 2B487)[pas clair].
La première église, dédiée à saint Julien, fut dotée par Hugues de Broyes débutée en 1084 et consacrée en 1114 par l'évêque Philippe. Elle était un prieuré qui fut inclus dans le couvent de Montmirail en 1762.
Aux XIIe siècle et au XIIIe siècle, Sézanne s'étendit grâce à l'aménagement de deux faubourgs, le faubourg Notre-Dame, consacré au commerce, et le faubourg de Broyes, dont le plan montre qu'il était un lotissement.
En 1230, Sézanne est incendiée sur ordre du comte Thibaut de Champagne, par crainte que la ville mal fortifiée soit prise par ses ennemis.
Le 24 juin 1424 a lieu la reddition de Sézanne assiégée par les Anglais, sous les ordres du comte de Salisbury, Thomas Montaigu.
Une rue de Sézanne porte le nom de rue de la Juiverie, une autre rue des Lombards. Ceci rappelle les foires médiévales qui se tenaient à Sézanne. Les Lombards étaient spécialisés dans les transactions financières.

### Renaissance

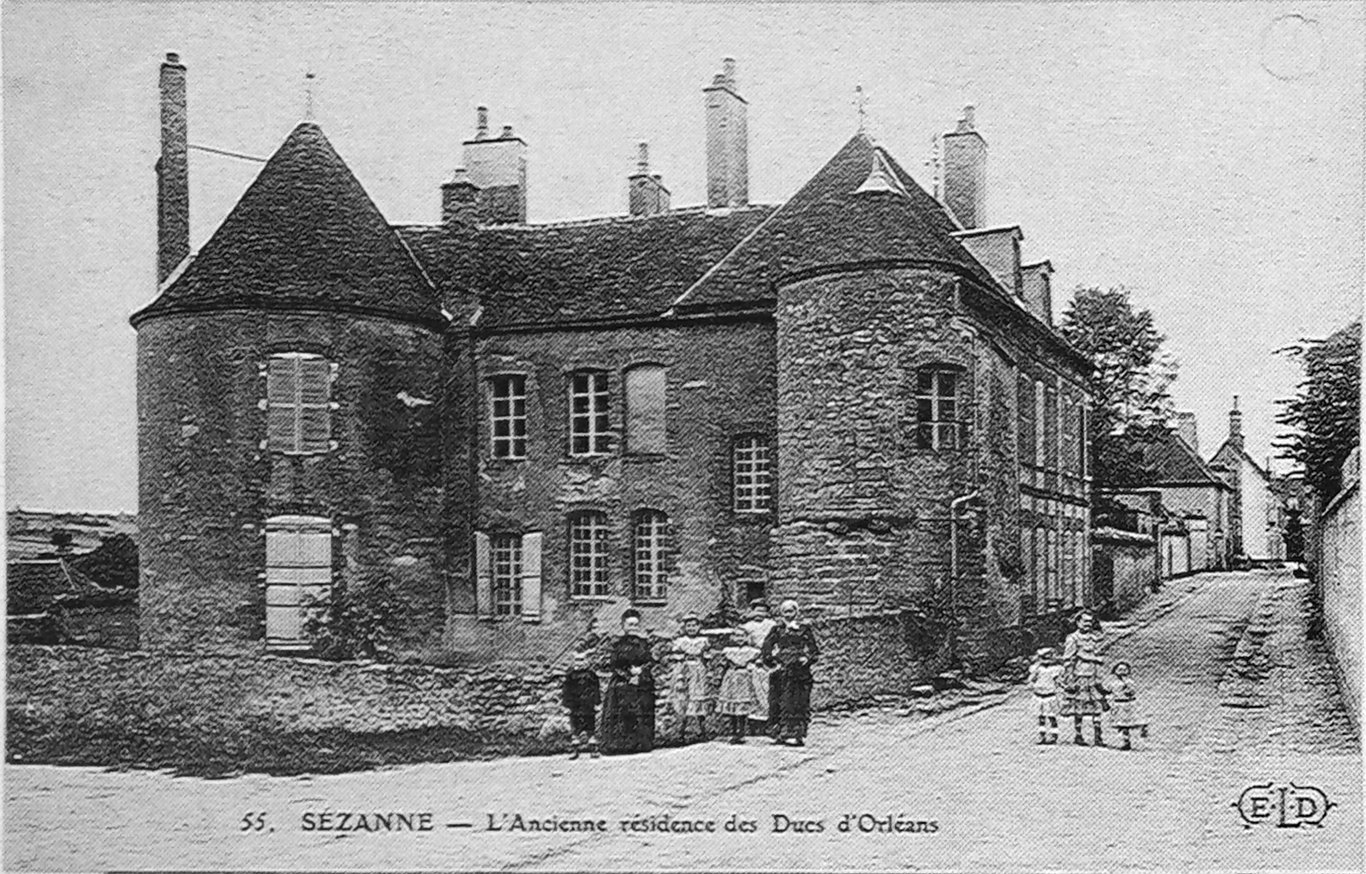
Ancienne résidence des ducs d'Orléans.

Le topographe Claude Chastillon a dessiné et gravé une vue de Sézanne avec le titre suivant : La petite ville de Sezanne en Brye. Cette estampe figure dans l'édition posthume de son ouvrage, publié en 1641 : Topographie française, des Villes, bourgs, châteaux, maisons de plaisance, remises et vestiges de l'antiquité du royaume de France. Il s'agit donc d'une vue de Sézanne avant l'incendie de 1632.
Le jeudi 20 mai 1632, jour de la fête de l'Ascension, un gigantesque incendie (plusieurs versions racontent la cause de cet incendie : un enfant qui jouait dans un grenier avec une allumette, une vieille dame qui laissa chauffer son eau...) détruisit une grande partie de la ville dont 1 200 maisons.
Le vingt-six janvier 1715 était publié le règlement royal qui fixait la préséance de la compagnie de l'arquebuse sur la milice bourgeoise pour toute la Champagne et la Brie, mettant ainsi fin aux émeutes qui avaient eu lieu en la ville entre ces deux parties.
Circonscriptions d'Ancien Régime
Sous l'Ancien Régime, Sézanne était un bailliage qui dépendait de la généralité de Châlons. En 1789, ce bailliage envoya aux États-généraux quatre députés :
- Pour le clergé : Joseph-Alexandre-Benjamin Hurault, curé de Broyes, suppléant Claude-Louis de Bigaut, curé de Boursault.
- Pour la noblesse : Claude-Charles de Pleurre, chevalier, marquis, maréchal de camp, grand bailli d'épée, capitaine et gouverneur de la ville de Sézanne, seigneur de Marigny et autres lieux, suppléant François-Louis de Villiers de la Berge, conseiller au parlement de Paris.
- Pour le tiers-état : Guillaume-Nicolas-Pantaléon Moutier, lieutenant général civil et criminel, commissaire enquêteur et examinateur au bailliage de Sézanne et Jean Pruche, maire perpétuel de Dormans, suppléants Siméon-Pierre Cochois, avocat en parlement et notaire à Sézanne et Claude-Emmanuel Dobsen, avocat en parlement.

Du point de vue religieux, sous l'Ancien Régime, Sézanne faisait partie du diocèse de Troyes, et depuis le concordat de 1801 du diocèse de Chalons qui dépend de la province ecclésiastique de Reims.

### Période moderne
Sézanne fut chef-lieu de district de 1790 à 1795.
En 1804, lors du sacre de Napoléon Ier, M. Bruley-Moutier en tant que président du canton de Sézanne assista à cette cérémonie.

### Période contemporaine
Durant la Première Guerre mondiale, le 4 septembre 1914, la 5e armée française établit son QG de campagne dans la commune.
Le 4 septembre 1914, au soir, le général Joffre passe à Sézanne et retire le commandement de la 5e armée au général Lanrezac.
Un hôpital de campagne (une ambulance comme on disait alors) fut installé à Sézanne. Le site Mémoire des hommes recense 175 décès à Sézanne.
Le 26 mai 1944, le maréchal Pétain se dirigeant vers Nancy, s'arrête à Sézanne, où il déjeune à l'Hôtel de France.
Le 9 janvier 1957, un train de munition explose en gare, ce qui tue trois soldats du contingent. D'après un article du périodique Le Pays Sézannais, il s'agit d'un attentat organisé par les opposants à la guerre d'Algérie. Les pompiers de la localité, puis ceux de Reims ont pris le risque, avec les cheminots en poste à la gare, d'essayer de dételer les autres wagons pour préserver le reste de la rame. Ils ont été nommés chevaliers de l'ordre du Mérite Civique[réf. nécessaire]. Une plaque commémorative est érigée à l'emplacement de l'explosion.
Dans les années 1960, la SNCF rassembla une certaine quantité de matériel ferroviaire dans l'attente de la création d'un musée ferroviaire français qui sera inauguré en 1976 à Mulhouse, l'actuelle Cité du train. Deux dépôts furent aménagés, l'un à Chalons-sur-Saône, l'autre à Sézanne. Il y avait une locomotive Crampton dite Le Continent et la rame dite de Saint-Germain (en fait le matériel utilisé en 1837 de Paris au Pecq), composée d'une voiture de 1re classe, d'une de 2e classe, d'une de 3e classe et d'un fourgon.

## Politique et administration

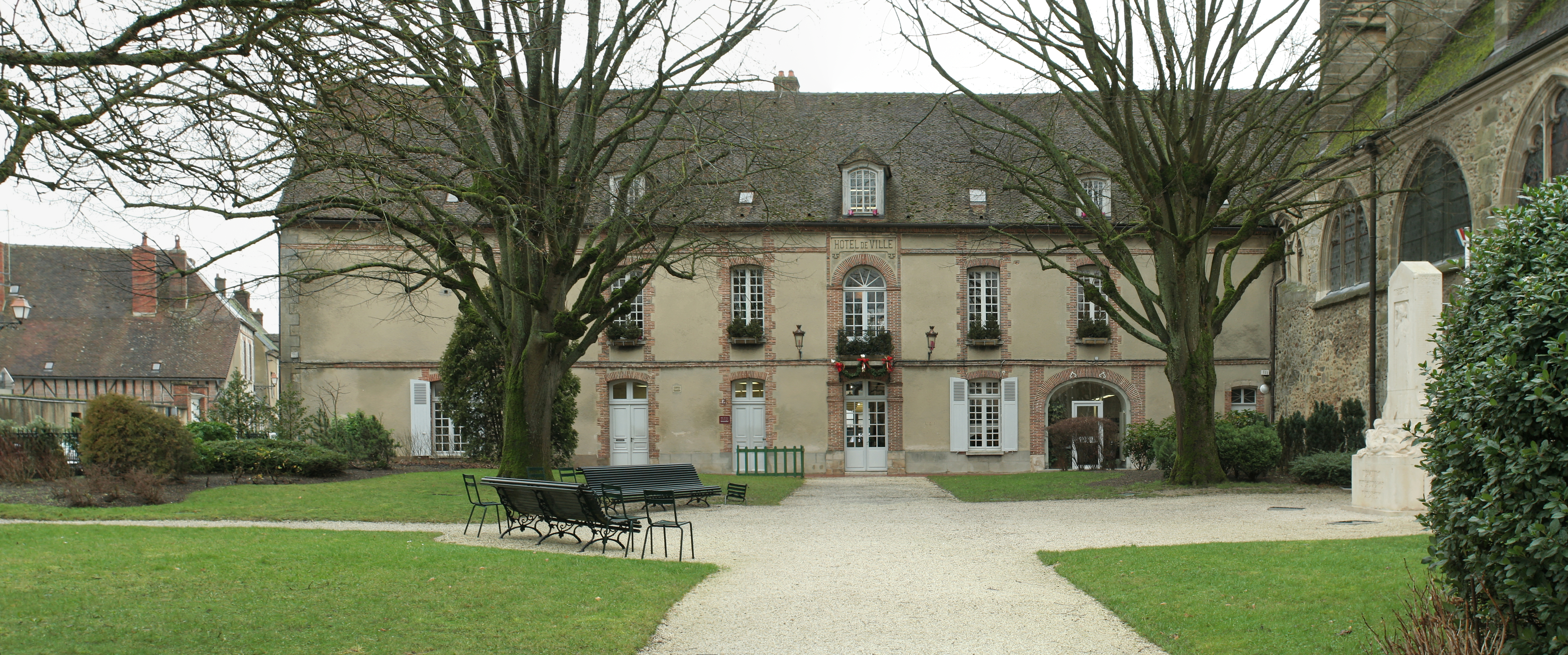
L'hôtel de ville de Sézanne.

### Tendances politiques et résultats
Pour les élections municipales de mars 2008, la liste de Philippe Bonnotte, seule en lice, est élue avec 1 534 voix, 345 votes blancs et nuls (18,36 %) et 1 895 abstentions (50,21 %).
Pour les élections municipales de mars 2014, la liste de Philippe Bonnotte est élue avec 65,98 %.

### Liste des maires
| Période                                  | Période                   | Identité                       | Étiquette     | Qualité |
| ---------------------------------------- | ------------------------- | ------------------------------ | ------------- | --- |
| Les données manquantes sont à compléter. |                           |                                |               | |
| 1835                                     | 1839                      | Général Boissonnet             |               | Maréchal de camp du génie en retraite |
| ?                                        | 1876                      | Charles Hippolyte de Peyronnet |               | |
|                                          | 1878                      | Theureny Bertrand              |               | |
| 1879                                     | ?                         | M. Boiron                      |               | |
| 30 déc. 1894                             | 19 juin 1900              | Gaston Laplatte                |               | Notaire |
| 1900                                     | ?                         | Léon Jolly                     | Rad.          | Conseiller général de Sézanne (1895 → 1918) Ancien conseiller d'arrondissement (1886 → 1895)                                                        |
| Les données manquantes sont à compléter. |                           |                                |               | |
| ?                                        | ?                         | M. Doucet                      |               | |
| mars 1971                                | mars 1977                 | Pierre Caurier                 | CDP           | Ingénieur opticien Député de la Marne (1973 → 1978) Conseiller général de Sézanne (1967 → 1985)                                                     |
| mars 1977                                | nov. 1977                 | Francis Hennet                 | PS            | |
| nov. 1977                                | 15 mai 1990               | Philippe Bonnotte              | DVG (PS app.) | Enseignant Démissionnaire pour convenances personnelles                                                                                             |
| 15 mai 1990                              | 2 oct. 1990               | Monique Fontaine               | PS            | Démissionnaire |
| nov. 1990                                | juin 2016                 | Philippe Bonnotte              | DVG           | Retraité de l'enseignement Conseiller régional de Champagne-Ardenne [Quand ?] Président de la CC des Coteaux Sézannais (1992 → 2016) Démissionnaire |
| juin 2016                                | En cours (au 5 juin 2020) | Sacha Hewak                    | DVG           | Conseiller principal d’éducation Vice-président de la CC de Sézanne-Sud Ouest Marnais (2017 → ) Réélu pour le mandat 2020-2026                      |

### Jumelages
- Holbeach est une commune britannique du district de South Holland, dans le comté de Lincolnshire.
- Malsch (Allemagne) depuis 1967. Malsch est une commune allemande de l'arrondissement de Karlsruhe, située dans le Land de Bade-Wurtemberg située à 424 km de Sézanne.

## Population et société

### Démographie
L'évolution du nombre d'habitants est connue à travers les recensements de la population effectués dans la commune depuis 1793. Pour les communes de moins de 10 000 habitants, une enquête de recensement portant sur toute la population est réalisée tous les cinq ans, les populations de référence des années intermédiaires étant quant à elles estimées par interpolation ou extrapolation. Pour la commune, le premier recensement exhaustif entrant dans le cadre du nouveau dispositif a été réalisé en 2008.

En 2022, la commune comptait 4 679 habitants, en évolution de −4,74 % par rapport à 2016 (Marne : −1,19 %, France hors Mayotte : +2,11 %).
| 1793  | 1800  | 1806  | 1821  | 1831  | 1836  | 1841  | 1846  | 1851  |
| ----- | ----- | ----- | ----- | ----- | ----- | ----- | ----- | ----- |
| 4 165 | 4 089 | 4 252 | 3 625 | 4 106 | 4 206 | 4 440 | 4 531 | 4 431 |

| 1856  | 1861  | 1866  | 1872  | 1876  | 1881  | 1886  | 1891  | 1896  |
| ----- | ----- | ----- | ----- | ----- | ----- | ----- | ----- | ----- |
| 4 313 | 4 418 | 4 371 | 4 148 | 4 782 | 4 933 | 4 998 | 4 772 | 4 801 |

| 1901  | 1906  | 1911  | 1921  | 1926  | 1931  | 1936  | 1946  | 1954  |
| ----- | ----- | ----- | ----- | ----- | ----- | ----- | ----- | ----- |
| 4 575 | 4 790 | 4 954 | 4 991 | 5 158 | 5 135 | 5 027 | 4 879 | 5 186 |

| 1962  | 1968  | 1975  | 1982  | 1990  | 1999  | 2006  | 2008  | 2013  |
| ----- | ----- | ----- | ----- | ----- | ----- | ----- | ----- | ----- |
| 5 300 | 5 727 | 6 201 | 6 048 | 5 829 | 5 585 | 5 276 | 5 187 | 5 102 |

| 2018  | 2022  | - | - | - | - | - | - | - |
| ----- | ----- | - | - | - | - | - | - | - |
| 4 756 | 4 679 | - | - | - | - | - | - | - |

### Enseignement[50]
Les établissements scolaires suivants se trouvent dans la commune
- Écoles maternelles publiques :
  - École maternelle du Centre
  - École maternelle des Limonières
  - École maternelle du Quartier Saint-Pierre
- Écoles maternelles privées : École maternelle Saint-Denis
- Écoles primaires publiques :
  - École élémentaire du Centre
  - École primaire des Limonières
- Écoles primaires privées : école primaire Saint-Denis
- Collèges et lycées'
  - Collège de la Fontaine-du-Vé[51]
  - Lycée de la Fontaine-du-Vé

### Sports
- Cercle des Nageurs Sézannais ; créé en 1993 ; propose des activités de 0 à 107 ans : Eveil Aquatique, Apprentissage, Loisir, Compétition, Bien-Être...
- Sport Athlétique Sézannais ; Club de football historique de Sézanne, fondé en 1899. Le club possède plusieurs équipes jeunes et séniors. L'équipe première évolue en Régional 1, dans le groupe Champagne Ardennes de la Ligue du Grand-Est de football, soit l'équivalent de la sixième division
- Karaté Club de Sézanne
- Badminton Club Sézanne 51
- Union Sportive de Sézanne (Basketball)

### Loisirs
- L'aérodrome de Sézanne Saint-Rémy héberge sur sa plateforme : l'aéroclub Sézannais, l'aéroclub ULM Sézannais et l'aéroclub les Goélands. Ces clubs disposent chacun d'avions, de plusieurs ULM et de planeurs.
- Une association nommée Musique Baroque et Patrimoine fut créée en 1998 par des Sézannais. Elle organise chaque année un festival de musique baroque.

### Bureau de poste
- Date d'ouverture non connue.
- Pour les oblitérations par losange gros chiffres utilisées de 1862 à 1876, le bureau de poste de Sézanne reçoit le no 3403

## Économie

### Viticulture
L'historien français Pierre Jean-Baptiste Legrand d'Aussy consacre en 1782 dans son Histoire de la vie privée des Français, depuis l’origine de la nation jusqu’à nos jours un chapitre aux « vins français au XIIe siècle » (première partie, tome 3, p. 3-5), où il cite pour la Champagne les vins de : « Chabli, Epernai, Rheims, Hauvillers, Sezanne, Tonnerre ».
Le vignoble de Sézanne occupe 208,55 hectares répartis en 1140 parcelles répartis en chardonnay (143 ha), meunier (33 ha) et pinot noir. On le trouve sur le secteur nord (62 % des surfaces) et le reste au sud-ouest. Ces surfaces sont exploitées par 102 déclarants,.

### Industrie
- BBGR, filiale d'Essilor, fabricant de verres ophtalmiques, anciennement Benoist Berthiot, créé en 1836[55]. Louis-Jean-Baptiste Berthiot (°1807+1857) et son beau-père Pierre-Alexis Bourot (°1796+1851), tous deux opticiens à Paris originaires de province (le premier de Censerey en Côte-d'Or et le second de Sézanne où il avait été compagnon meunier de 1817 à 1820), ont commencé à surfacer du verre de lunettes minéral dans un moulin à eau situé à Verdey sur le Grand-Morin depuis au moins le mois de janvier 1838. Le verre semble acheté aux verreries de Souppes-sur-Loing, proche de Nemours. À la suite des plaintes des cultivateurs en raison de la pollution de la rivière, la fabrication est déplacée en 1846 au moulin Saint-Hubert aux abords ouest de Sézanne. L'affaire se développe fortement sous Alfred Berthiot (°1838+1870), la veuve de ce dernier Marie-Anne-Zulma François (°1840), le second époux de celle-ci monsieur Benoist, et enfin ses deux fils. Les deux frères ayant été tués durant la Grande Guerre, leurs veuves conservent un temps l'affaire avant de créer une SARL vers 1933 et s'en désengager. La famille Jolly en devient propriétaire jusqu'en 1974. L'entreprise est renommée par la grande technicité de ses produits. En 1940, une usine de repli est inutilement achetée en Dordogne. Au sortir de la guerre Maurice Jolly a l'intuition que la matière plastique représente une voie d'avenir. Les coûteuses recherches menées par un ingénieur lyonnais aboutiront trop tard. Les créanciers bancaires poussent à l'union avec le concurrent Seine-et-Marnais (fondé par des cousins des Berthiot en 1870) : Guilbert-Routit. BB-GR est placé sous la bannière d'Essilor, société issue du groupement d'Essel et de Silor, et détentrice du brevet du verre progressif. Sézanne est le plus ancien site industriel d'optique ophtalmique au monde.
- Johnson & Johnson, spécialisé dans l'hygiène féminine et les pansements.
- Imerys, anciennement Calderys, et avant Lafarge), fabricant de produits réfractaires depuis 1870[56].
- Anciennement Feralco le nouveau stow est une filiale du groupe Avery.Groupe international multi-concepteur, fabricant et installateur de système de stockage et de rayonnages ainsi que de mobilier métallique.
- SABEA, fabricant de métallurgie, spécialisé dans le béton armé.

### Transporteur
- Transports Rosier.
- Transports Clément.

### Grande distribution
- Centre Commercial : "Sezadis" (E.Leclerc Sézanne) rassemblant environ 200 employés. Centre commercial rassemblant 7 boutiques dans sa galerie marchande.

## Culture et patrimoine

### Lieux et monuments

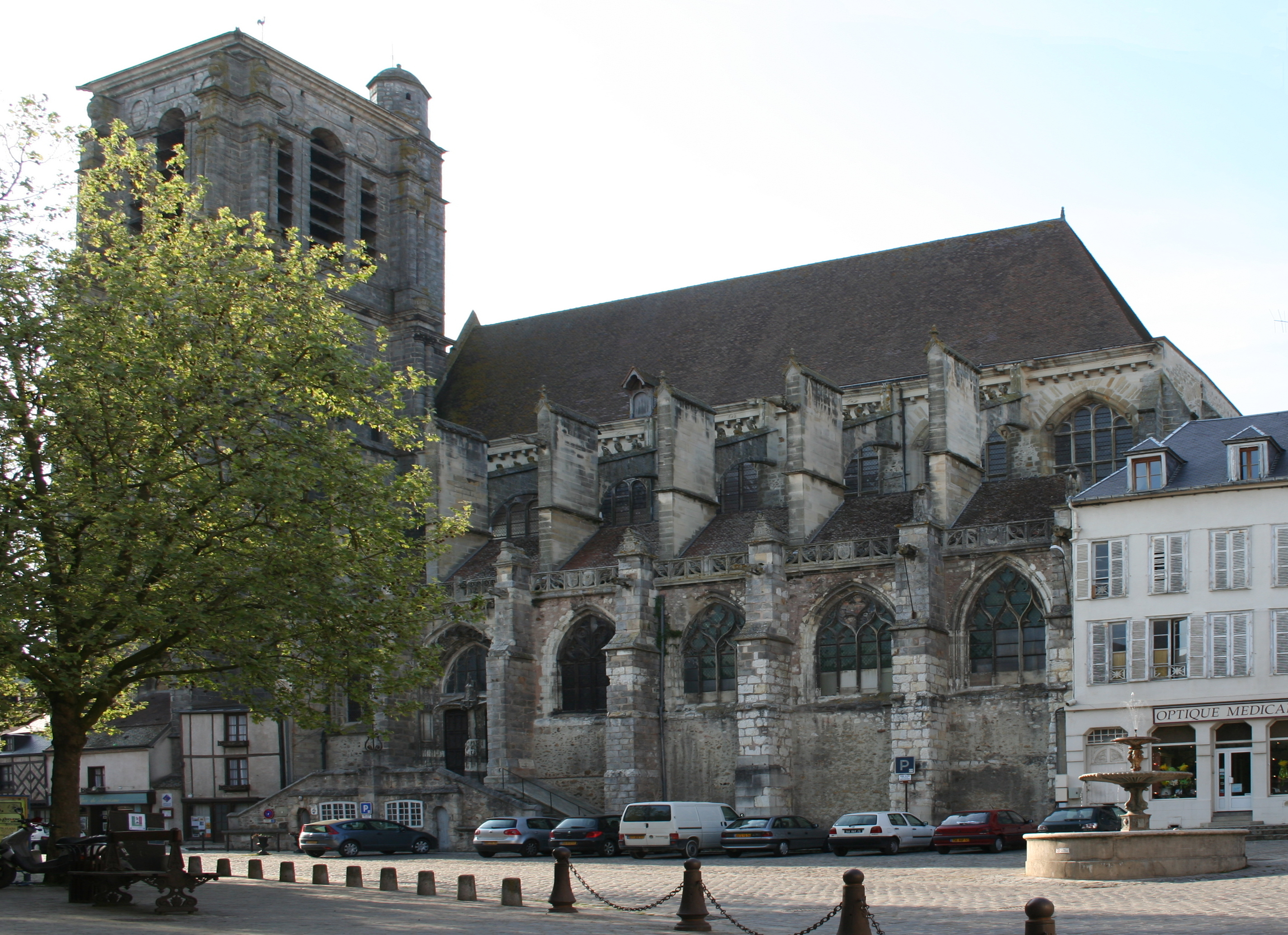
L'église Saint-Denis.

- L'église Saint-Denis recèle en ses contreforts des ouvroirs. Les ouvroirs étaient de petites échoppes installées dans les murs même de l'église. Dès 1499, sellier, tailleur, chaudronnier, boulanger, quincaillier, cordonnier, notaire, orfèvre, serrurier ou maître verrier se succédèrent dans les 23 niches construites. Elles furent fermées au début du XXe siècle car les commerçants continuaient à creuser dans la pierre pour s'agrandir, mettant ainsi en péril l'église elle-même. Une seule reste toutefois ouverte sans dommage : l'Office du Tourisme.
- L'hôpital-hospice fondé en 1164 par Henri Ier de Champagne, comte de Champagne et de Brie. Le cloître et la chapelle furent construits à la suite de la ruine de l'ancien couvent de femmes de l'abbaye du Bricot. Ruinée par les guerres de Religion et l'abbesse Charlotte Boulanger, morte en 1617 qui usait les revenus en une vie mondaine. La ville de Troyes, l'évêque et le roi donnaient l'autorisation et des fonds pour relever l'abbaye et les travaux débutèrent en 1625 en la ville de Sézanne. Louis XIII la confirmait comme abbaye royale et les travaux durèrent jusqu'en 1654 et utilisèrent des matériaux de l'ancienne abbaye. Le cloître est entouré de bâtiments conventuels de trois époques différentes. La partie la plus ancienne est garnie de petites fenêtres aux vitraux anciens et des fenêtres plus importantes dans le style champenois. La chapelle contient un superbe ensemble de boiseries et de tableaux du XVIIe siècle du peintre Claude François, en religion, le Frère Luc.
- Les mails[Note 7] établis sur d'anciens remparts.
- Le puits Doré, du nom de la famille Doré.
- La halle, construite en 1892 par Ernest Boiron[57].
- Les vestiges de tours et de murailles.
- Les ruelles du centre-ville.
- Le jardin remarquable : « Entre cour et jardin ».
- L'hôtel particulier du XVIIIe siècle, ayant appartenu à la Marquise de la Forge, acquis en 1980 par deux architectes décorateurs.
- Monument aux morts 1914-1918, par Marius Giot.
- Abbaye Notre-Dame de Sézanne.
- La piscine dite « caneton », labellisée « Architecture contemporaine remarquable » en 2015[58].

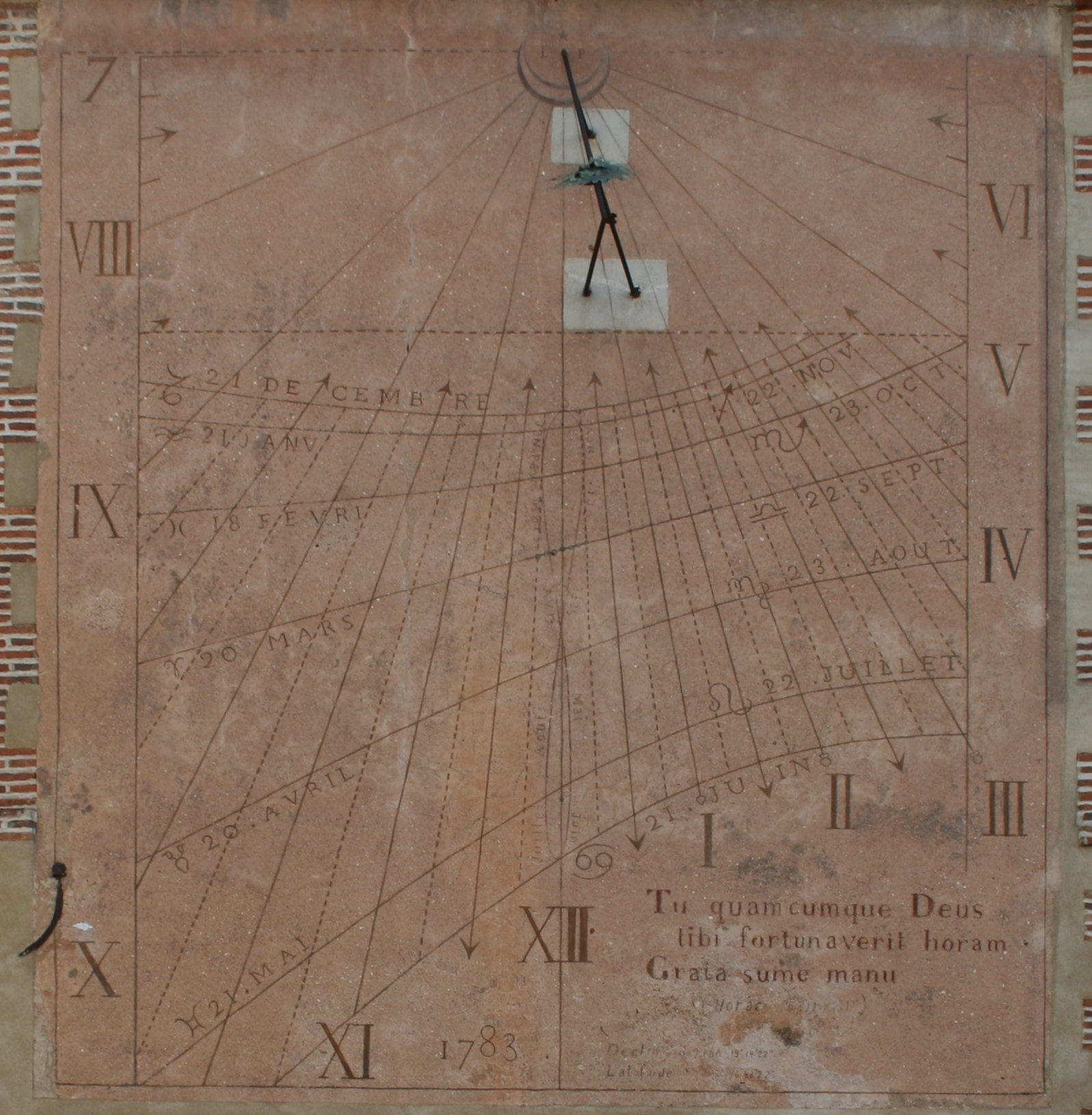
Le cadran solaire, rue de la Juiverie.
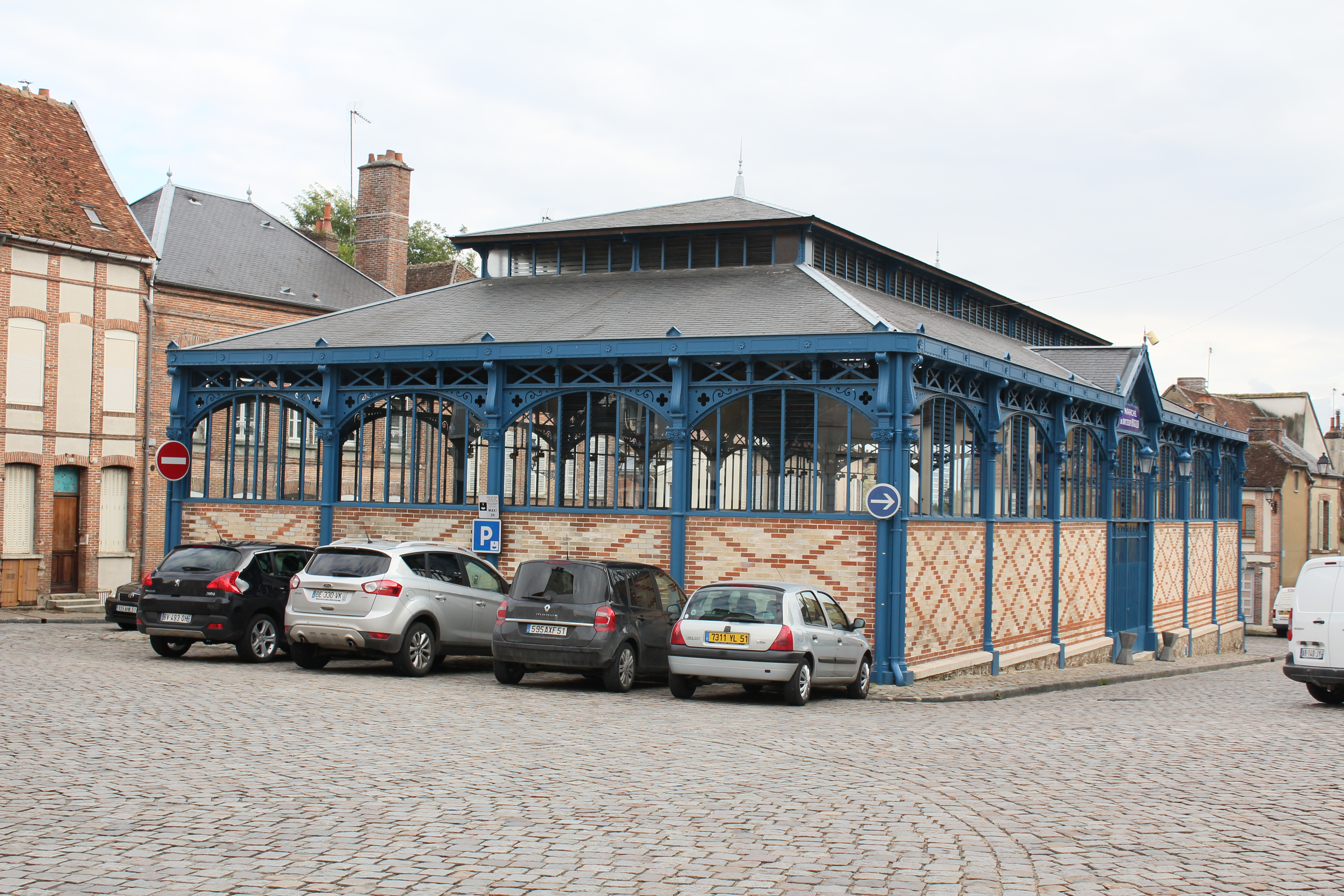
Le marché couvert.
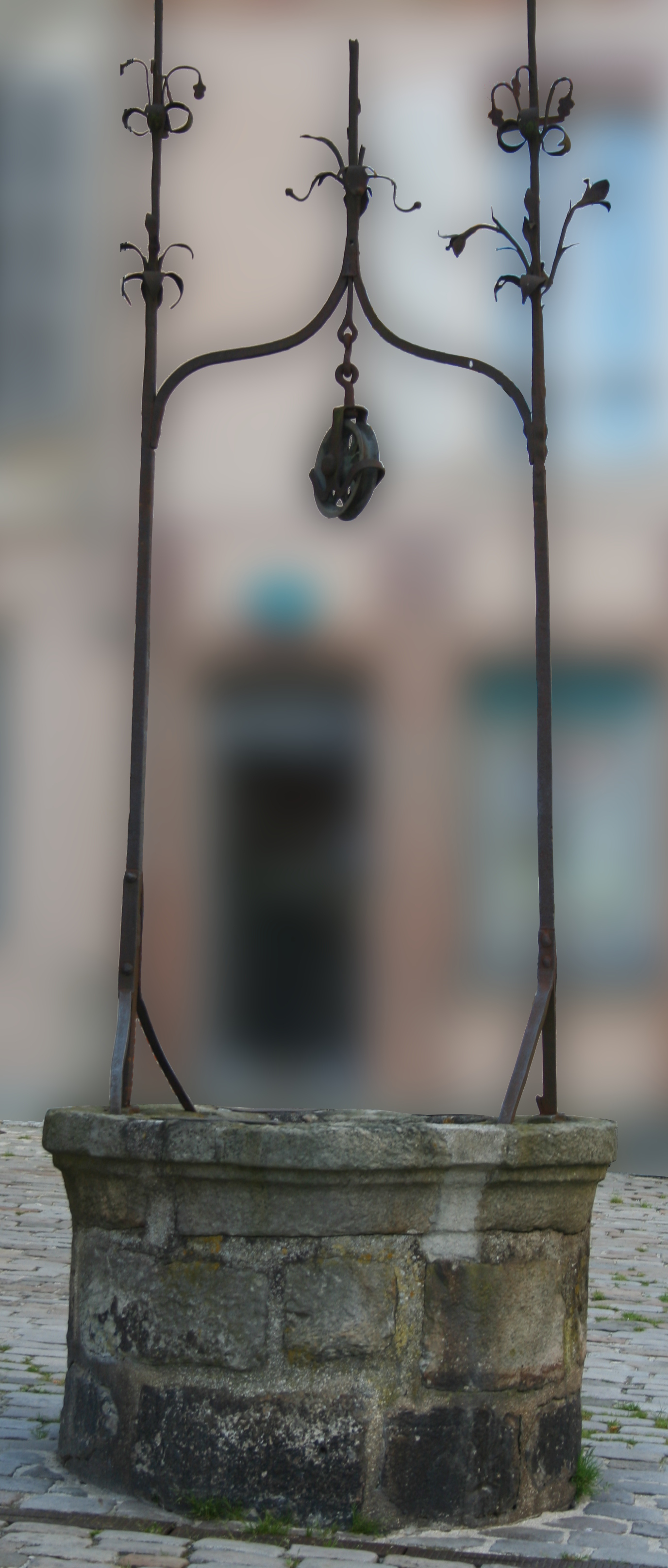
Le puits Doré.
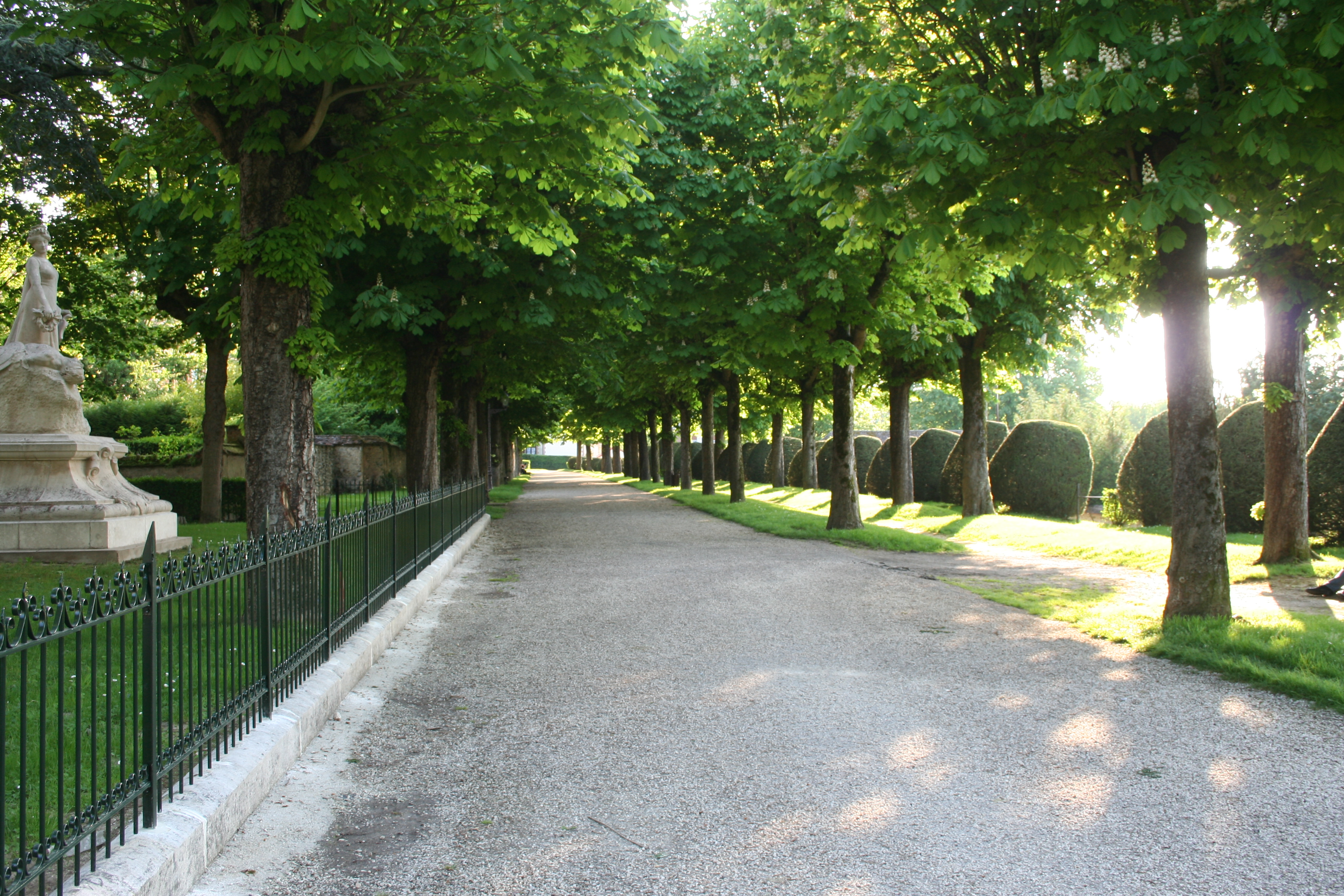
Le mail des Cordeliers avec à gauche le monument aux morts de la guerre de 1870.

### Héraldique
| Armes de Sézanne | Les armes de la commune se blasonnent ainsi : d'azur au château de cinq tours d'argent maçonné de sable, surmonté de trois fleurs de lys d'or rangées en chef. |

### Personnalités liées à la commune
- Germain Allart (1610-1685) est un évêque et un récollet français
- Théodore Claude Brulley (1738-1793), homme politique, député de la Marne de 1791 à 1792.
- Léonie Aviat (1844-1914), religieuse catholique née à Sézanne, canonisée en 2001 ;
- André Barthélémy Boissonnet (1765-1839), général et homme politique français du XIXe siècle, maire de Sézanne ;
- André Denis Alfred Boissonnet (1812-1904), fils du précédent, général et homme politique français du XIXe siècle ;
- Claude-Jean-Joseph Brulley de La Brunière, évêque de Mende de 1821 à 1848 ;
- Christiane Desroches Noblecourt (1913-2011), égyptologue française qui y a vécu ses dernières années ; elle est décédée à Épernay le 23 juin 2011.
- Floresca Guépin, épouse du médecin et homme politique nantais Ange Guépin, née à Sézanne le 26 mars 1813 (Floresca Clémentine Leconte) ; féministe et promoteur de l'enseignement professionnel féminin à Nantes, elle y est honorée d'une médiathèque Floresca-Guépin ;
- Louis-François d'Harcourt (1677-1714), comte de Sézanne ;
- Louis Harlet (1772-1853), général des armées de la République et de l'Empire (nom gravé sous l'arc de triomphe de l'Étoile) est décédé dans la commune ;
- Jean Levaillant (1794-1871), général français, fils de l'explorateur François Levaillant ;
- Prudent Maran (1683-1762), théologien et bénédictin français ;
- Raymond Marcellin (1914-2004), homme d'État français ;
- Mellon de Jolly (1795-1872), archevêque catholique ;
- Docteur Henry Claude Robert Napias, né à Sézanne le 7 mars 1842, directeur de l'Assistance Publique à Paris ;
- Jacques Alexis Thuriot (1753-1829), conventionnel ;
- Alexis Eugène Thuriot de La Rosière (1807-1876), fils du précédent ;
- Alexandre de Saint-Albin né Alexandre-Denis Huot de Longchamp de Saint-Albin, né le 13 sept. 1818 à Sézanne (Marne) et décédé le 31 mars 1879 à Angers (Maine-et-Loire) était un homme de Lettres et nommé (par le baron Haussmann) inspecteur des bibliothèques d'arrondissement de Paris.

Liste de prieurs
- 1131 : Alboin,
- 1140 : Henri, fils du comte de Sancerre,

…
- 1572 : P. de Lépine,
- 1576 : P. de Posselières,
- 1585 : Cl. de Posselières,
- 1620 : Edmond Lordereau,
- 1636 : Louis de Baye,
- 1652 : Albert Belin,
- 1654 : Louis de Godron,
- 1660 - 1671 : Charles de Godron,
- 1671 : Cl. De Bellay.

Artistes
- Le lithographe Émile Gastebois né le 12 janvier 1853 à Sézanne. Formé à Chalons-en-Champagne, il réalisera une lithographie de l'église Saint-Denis (bien connue des Sézannais), et d'autres représentations d'églises de la Marne. Son décès à l'âge de 30 ans nous fait regretter la petitesse de son œuvre.
- Le lithographe et illustrateur Dieudonné Auguste Lancelot, né à Sézanne en 1822, mort à Paris en 1894.
- Le peintre Claude Louis Langlois dit Langlois de Sézanne, (1757-1845).
- Le moine récollet et peintre Claude François, en religion : Frère Luc, (1615-1685) Né à Amiens.
- Le poète du XIIIe siècle Aubin de Sézanne, ou Auboin de Sézanne[59].
- Le peintre Louis Hector Pron, né le 29 décembre 1817, mort à Troyes (Aube) au début du XXe siècle.
- Pierre Méjanel peintre du XIXe siècle ayant peint une aquarelle intitulée Le Curé de Sézanne.
- Georges Gass, peintre du XXe siècle (1885-1914) mort au champ d'honneur; né à Sézanne, l'Hôtel de ville conserve une de ses œuvres : Ramasseuses de bois mort.
- Maurice Utrillo peintre du XXe siècle ayant peint "Sézanne, La Chapelle de l'Hospice" représentant le clocher du couvent des Récollets de Sézanne.
- Constant Troyon peintre de l'école de Barbizon ayant peint une huile "Vue des environs de Sézanne" en 1849, aujourd'hui au musée du Havre.
- Étienne de la Vallée, verrier d'origine parisienne, établi à Sézanne[60].
- Charles Sorel, écrivain du XVIIe siècle dont la famille est originaire de Sézanne[61] et qui situe son roman "Le Berger extravagant" dans la Brie du Grand Morin.
- Souvent, mal orthographié, le nom de Cézanne, plus connu est utilisé par erreur[62]. Le restaurant de l'hôtel de France (jadis dirigée par Monsieur Charles[63]) s'appelle de nos jours le Cézanne.
- Théo van Gogh dans une lettre à son frère évoque le peintre Paul Cézanne[64] : Il parait que l’exposition des 20 à Bruxelles est ouverte ; dans un journal je lisais que les toiles qui excitent le plus la curiosité sont, les études de plein air de Sezanne, les paysages de Sysley, les symphonies de van Gogh & les œuvres de Renoir.
- Eugène Dabit (1898-1936) écrivain Dans Petit-Louis (1930) Sézanne est le lieu où il fit pendant la guerre de 14-18 quelques séjours chez son oncle qui tenait un bordel.